# Alliance des indépendants
Pour les articles homonymes, voir Alliance.
L'Alliance des Indépendants (AdI, en allemand Landesring der Unabhängigen) est un parti politique suisse qui est créé en 1935 et qui s'auto-dissout en 1999. Ce parti prône des idées inspirées par le libéralisme économique tout en étant attentif au progrès social.

## Histoire

### Fondation
L'Alliance des Indépendants est fondée en 1935 par Gottlieb Duttweiler, le chef de la coopérative Migros, qui est en désaccord avec la politique menée alors par le gouvernement suisse. Elle n'est au départ pas conçue comme un parti, mais comme une alliance qui devrait regrouper les meilleurs représentants de tous les partis existants, dans le but de lutter pour une économie sociale de marché. Duttweiler souhaite avant tout lutter pour les droits des consommateurs et donc contre les représentants des cartels et autres groupes d'intérêts. Lors des élections fédérales de 1935, l'AdI fait élire ses premiers représentants au Conseil national (cinq à Zurich, Otto Pfändler dans le canton de Saint-Gall et un à Berne). Elle ne parvient toutefois pas à rallier les meilleurs éléments des autres partis et elle est vraiment fondée en tant que parti politique le 30 décembre 1936.

### Ère Duttweiler
Lors des élections fédérales de 1939, l'Alliance des indépendants obtient neuf sièges au Conseil national, soit deux de plus qu'en 1935. Si Gottlieb Duttweiler n'a qu'une idée assez vague de ses objectifs politiques, il dirige en revanche le parti de manière assez autoritaire et une première scission a lieu en 1943. Cette scission a lieu sur l'aile droite du parti. Regroupés sous la bannière Indépendants - Liste libre, les sécessionnistes obtiennent un siège au Conseil national cette même année, tandis que l'Alliance des Indépendants perd les deux sièges gagnés en 1939 et retrouve ses sept sièges de 1937. Elle obtient 5,5 % des voix en moyenne nationale, sans toutefois réussir à prendre pied en Suisse romande, italienne ou centrale (à l'exception de Lucerne et de Genève où, grâce à son alliance avec l'Union nationale, elle obtient en 1942 16 sièges au Grand Conseil). Elle reste jusqu'à sa dissolution une force politique établie principalement dans les cantons alémaniques du Plateau suisse.

### Phase sociale-libérale
Après la mort de Gottlieb Duttweiler en 1962, l'Alliance des Indépendants se positionne comme une force sociale-libérale entre la gauche et la droite. Elle adopte également des positions écologistes dès le début des années 1970.
Lors des élections fédérales de 1967, elle obtient 9 % des voix, 16 sièges au Conseil national et un au Conseil des États et devient ainsi le plus grand parti d'opposition. Il s'agit du meilleur score jamais obtenu par l'Alliance des Indépendants. Elle touche alors surtout les classes moyennes urbaines. De nombreuses nouvelles sections cantonales sont fondées (1968 : Neuchâtel, Genève, Soleure, Grisons ; 1972 : Valais ; 1977 : Zoug). Pendant cette période, deux de ses initiatives populaires sont rejetées par le peuple suisse : la semaine de 44 heures en 1958 et une initiative pour l'imposition plus équitable et l'abrogation des privilèges fiscaux en 1976.
À la fin des années 1970, l'aile sociale-libérale dominante doit faire face à une aile écologiste en pleine croissance.

### Phase sociale-libérale verte
Au milieu des années 1980, l'aile écologiste de l'Alliance des Indépendants s'impose. La Migros, principal bailleur de fonds du parti et en désaccord avec cette nouvelle orientation du parti, réduit alors massivement ses subventions à l'AdI. Le quotidien Die Tat doit alors redevenir un hebdomadaire, avant de disparaître complètement. Plusieurs secrétariats régionaux doivent également être fermés. Par ailleurs, l'Alliance des Indépendants perd son statut de principale force d'opposition avec l'émergence de nouvelles formations politiques, tant à droite (Parti des automobilistes) qu'à gauche (Les Verts).
Lors des élections fédérales de 1987, elle obtient encore neuf sièges, avant de passer à cinq en 1991 et à trois seulement en 1995.

### Déclin et dissolution
L'Alliance des Indépendants perd toujours plus d'électeurs au profit des Verts et du Parti socialiste, dont l'aile sociale-démocrate se renforce. Durant les années 1990, l'AdI essaye de revenir à ses valeurs sociales-libérales pour mettre fin à la chute, sans succès. Elle disparaît alors de nombreux parlements cantonaux et communaux. En 1995, le parti compte encore 4 000 membres. En 1994 déjà, la section du canton de Lucerne s'auto-dissout, suivie de celle de Bâle-Campagne en 1996. En 1996 également, la Migros décide de réduire à nouveau les subventions versées au parti, passant de 3 000 000 francs à 600 000 francs. En novembre de la même année et afin de se défaire de l'image de parti de la Migros, Daniel Andres, nouvellement élu à la présidence du parti, propose un changement de nom en "Parti social-libéral de Suisse". Ce changement est refusé par 84 voix contre 29 lors d'une assemblée. Pendant cette période, beaucoup d'élus locaux changent de parti, notamment au profit des Verts.
En juin 1998, l'Alliance des Indépendants perd ses deux derniers sièges au Grand Conseil du canton de Berne. En octobre 1998, la section de l'AdI de la ville de Berne prononce sa dissolution, une décision qui intervient après que le parti n'a obtenu que 2,5 % des voix lors des élections communales de 1996. Les derniers élus du parti - la directrice des écoles Claudia Omar et deux membres du parlement communal - rejoignent les écologistes de la Liste verte libre.
Le conseiller national zurichois Anton Schaller est élu président début 1999. Des efforts sont entrepris pour positionner l'AdI comme parti du centre et des collaborations sont recherchées avec les Verts, le Parti chrétien-social et le Parti évangélique suisse. Parallèlement, l'Alliance des Indépendants et la Migros rompent leurs derniers liens. Lors des élections cantonales zurichoises qui se tiennent le 18 avril, l'AdI subit une nouvelle défaite et perd quatre de ses six sièges. En mai, la question de la dissolution du parti est posée une première fois aux délégués qui la refusent par 52 voix contre 9.
Lors des élections fédérales d'octobre de la même année, l'Alliance des Indépendants présente des listes dans les cantons d'Argovie, de Berne, de Saint-Gall, de Soleure et de Zurich. Elle n'obtient que 0,7 % des voix et un seul élu au Conseil national, dans le canton de Zurich. Lors d'une assemblée tenue le 4 décembre de la même année à Aarau, les délégués décident, par 57 voix contre 7, de dissoudre le parti, mais également de créer une fondation gérant les actifs du parti et visant à préserver ses idées,. Certains délégués annoncent par ailleurs vouloir continuer à être actifs au niveau communal.
Sa dernière représentante importante était Monika Weber, conseillère aux États de Zurich jusqu'en 1998, qui siège à la municipalité de cette ville en tant qu'indépendante jusqu'en 2006. Au niveau local, la dernière section communale encore active de l'AdI, à Köniz, dans le canton de Berne, se dissout en mars 2006, mais des groupements locaux, tels que les Indépendants de Pratteln, continuent à revendiquer l'héritage de l'Alliance des Indépendants.

## Bilan
Aujourd'hui dissoute, l'Alliance des Indépendants a pesé, pendant sa longue période de présence aux chambres fédérales, sur toutes les questions politiques importantes, de la création de l'AVS au droit de vote des femmes.

## Presse
L'Alliance des Indépendants a disposé d'un journal Die Tat (L'action), fondé en 1935, qui paraît d'abord de manière hebdomadaire, puis quotidienne à partir de 1939. Le parti trouve également un relais dans les journaux de la Migros (Brückenbauer - Construire - Azione) et le Der Ring, un journal mensuel suisse qui a existé du 17 octobre 1965 (no. 1/1965) jusqu'au 26 novembre 1984 (no. 6/1984).

## Présidents du parti
- 1936–1947 Gottlieb Duttweiler (Zurich)
- 1948–1949 Hans Sappeur (Zurich)
- 1950–1951 Gottlieb Duttweiler (Zurich)
- 1952–1958 Arnold Stahel (Zurich)
- 1959–1961 Hans Meisser (Zurich)
- 1962–1973 Rudolf Suter (Bâle/Zurich)
- 1973–1978 Claudius Alder (Bâle-Campagne)
- 1978–1985 Walter Biel (Zurich)
- 1985–1992 Franz Jaeger (Saint-Gall)
- 1992–1996 Monika Weber (Zurich)
- 1996–1998 Daniel Andres (Berne)
- 1999 Anton Schaller (Zurich)

## Résultats du parti aux élections fédérales
| Année | Conseil national Voix | Conseil national Pourcentage | Conseil national Sièges | Conseil des États Sièges |
| ----- | --------------------- | ---------------------------- | ----------------------- | ------------------------ |
| 1935  | 37861                 | 4,14 %                       | 7                       | 0                        |
| 1939  | 43735                 | 7,07 %                       | 9                       | 0                        |
| 1943  | 48557                 | 5,52 %                       | 7                       | 0                        |
| 1947  | 42428                 | 4,42 %                       | 8                       | 0                        |
| 1951  | 49100                 | 5,11 %                       | 10                      | 0                        |
| 1955  | 53450                 | 5,48 %                       | 10                      | 0                        |
| 1959  | 54049                 | 5,50 %                       | 10                      | 0                        |
| 1963  | 48224                 | 5,01 %                       | 10                      | 0                        |
| 1967  | 89950                 | 9,05 %                       | 16                      | 1                        |
| 1971  | 150684                | 7,63 %                       | 13                      | 1                        |
| 1975  | 116349                | 6,06 %                       | 11                      | 1                        |
| 1979  | 73895                 | 4,07 %                       | 8                       | 0                        |
| 1983  | 77745                 | 4,00 %                       | 9                       | 0                        |
| 1987  | 80099                 | 4,17 %                       | 9                       | 1                        |
| 1991  | 61176                 | 3,03 %                       | 5                       | 1                        |
| 1995  | 34375                 | 1,83 %                       | 3                       | 1                        |
| 1999  | 14063                 | 0,72 %                       | 1                       | 0                        |